# Njemački standardni jezik
Njemački standardni jezik (ISO 639-3: deu; deutsch), nacionalni njemački jezik, član istočne srednjonjemačke podskupine srednjonjemačkih jezika, kojim danas govori preko 90 294 110. ljudi širom svijeta, poglavito u Njemačkoj (75 300 000; 1990), te u još mnogim državama: Argentina, Australija, Austrija, Belgija, Bolivija, Brazil, Kanada, Čile, Češka, Danska,  Mađarska, Izrael, Italija, Kazahstan, Lihtenštajn, Luksemburg, Paragvaj, Poljska, Portoriko, Rumunjska, Rusija, Slovačka, Južnoafrička Republika, Švicarska, SAD. 28 000 000 ljudi njemački koristi kao drugi jezik.

## Samoglasnici
- a
- e
- i
- o
- u

### Samoglasnici s prijeglasom
- ä
- ö
- ü

### Dvoglasnici
- ay
- eu
- ei
- ey
- ie
- ai

## Suglasnici
- b
- c
  - ch
- d
- f
- g
- h
- j
- k
- l
- m
- n
- p
- q
- r
- s
  - sch
- t
  - th
  - tsch
- v
- w
- z
- y

## Vanjske poveznice
- Ethnologue (14th)
- Ethnologue (15th)